# Neuroéthologie
La neuroéthologie (du grec νεῦρον - neuron, « nerf » et ἦθος - ethos, « mœurs ») est une approche évolutionnaire et comparative de l'étude du comportement animal et des mécanismes sous-jacents de contrôle par le système nerveux,,.  
Cette branche interdisciplinaire des neurosciences s'efforce de comprendre comment le système nerveux central traduit les stimuli biologiquement importants en comportements naturels. Par exemple, beaucoup de chauves-souris sont capables d'écholocalisation tant pour la capture des proies que pour la navigation. Le système auditif des chauves-souris est souvent cité comme exemple de la manière dont les propriétés acoustiques des sons peuvent être converties en carte sensorielle à partir des caractéristiques des sons utiles sur le plan du comportement. Les neuroéthologues espèrent découvrir les principes généraux du système nerveux de l'étude des animaux aux comportements excessifs ou spécialisés.